# Giải thưởng Làn Sóng Xanh 2008

## 10 ca sĩ được yêu thích nhất
Không phân biệt thứ hạng.
| Tên ca sĩ      |
| -------------- |
| Cẩm Ly         |
| Đàm Vĩnh Hưng  |
| Đoan Trang     |
| Hà Anh Tuấn    |
| Hồ Ngọc Hà     |
| Hồ Quỳnh Hương |
| Lam Trường     |
| Lê Hiếu        |
| Mỹ Tâm         |
| Tuấn Hưng      |

## 10 nhạc sĩ được yêu thích nhất
Không phân biệt thứ hạng
| Tên nhạc sĩ       |
| ----------------- |
| Hồ Hoài Anh       |
| Huy Tuấn          |
| Lương Bằng Quang  |
| Lưu Thiên Hương   |
| Minh Khang        |
| Minh Thư          |
| Nguyễn Hải Phong  |
| Nguyễn Hồng Thuận |
| Võ Thiện Thanh    |
| Vũ Quốc Bình      |

## Các giải thưởng khác
| Tên giải thưởng                                        | Chủ nhân giải thưởng |
| ------------------------------------------------------ | -------------------- |
| Ca sĩ triển vọng                                       | • Hoàng Hải • Trà My |
| Gương mặt ca sĩ của năm (không trao giải cho nữ ca sĩ) | Đàm Vĩnh Hưng        |
| Nhạc sĩ hòa âm được yêu thích nhất                     | Bảo Lư               |
| Phòng thu có nhiều ca khúc được yêu thích nhất         | Viết Tân Studio      |